# Model kapitału ludzkiego
Model kapitału ludzkiego – opiera się na przekonaniu, że człowiek jest istotą zdolną, chętną do nauki, która dąży do samorealizacji poprzez własny rozwój. Dążenie do samodoskonalenia się wynika z jej naturalnej potrzeby.
Szanse pracy w przedsiębiorstwach wykorzystujących model kapitału ludzkiego mają nie tylko najlepsi. Ważnym atutem podczas rekrutacji są cechy osobowości kandydata takie jak: umiejętność pracy w zespole, chęć doskonalenia się, lojalność. Mają one większe znaczenie niż referencje i dyplomy. 

## Cechy
- Pracownicy przyjmowani są do pracy z myślą o długotrwałym zatrudnieniu. Od momentu zatrudnienia przedsiębiorstwo dba o dobre samopoczucie i zadowolenie z pracy.
- Pracownicy traktowani są jak ważne aktywa przedsiębiorstwa, o które trzeba się troszczyć i inwestować.
- Inwestycje w kapitał ludzki mają charakter: szkoleń, kursów, wyjazdów integracyjnych, możliwości rozwoju swoich zainteresowań.
- Ludzie zwalniani są stosunkowo rzadko z pracy, co wynika z założeń modelu, jak również z poniesionych nakładów. Jeśli ktoś sobie nie radzi na danym stanowisku, przesuwany jest na inne, gdzie jest w stanie sprostać obowiązkom.

## Korzyści
Inwestycje w kapitał ludzki są korzyściami obustronnymi (zarówno dla pracownika, jak i pracodawcy).

### Dla pracownika
Głównymi zaletami tego modelu w odniesieniu do pracownika jest bezpieczeństwo zatrudnienia, dobry klimat pracy, niska stresogenność. Elementy te sprawiają, że pracownik chętniej przychodzi do pracy i lepiej ją wykonuje.

### Dla pracodawcy
Z zastosowania tego modelu wiele korzyści płynie również dla pracodawcy.
Są to: duża lojalność, zaangażowanie pracownika w wykonywaną pracę, niskie koszty rekrutacji.

## Wady
Wadami tego modelu są czasochłonne i drogie szkolenia pracowników dostosowujące ich do pracy i podnoszące ich kwalifikacje. Brak nowych pomysłów, idei, spojrzenia na świat może wynikać z niewielkiej rotacji pracowników.
Model kapitału ludzkiego jest często powiązany ze strategią konkurencji przez markę (przedsiębiorstwo oferuje produkt znany ze swoich zalet, walorów, kojarzonych z marką).
Prowadzenie polityki personalnej według modelu kapitału ludzkiego wiąże się z dużymi kosztami wynikającymi z nakładów na kształcenie pracowników, zapewnienie im możliwości kariery zawodowej itp. Jednak ponoszone koszty są współmierne do korzyści wynikających z zastosowania strategii konkurencji przez markę. Przedsiębiorstwo, którego przewagą konkurencyjną są niskie koszty, nie powinna stosować omawianej metody, bowiem mogłaby stracić swoją pozycję.